# Рагимов, Мавсум Гилалович
Мавсум Гилалович Рагимов (11 июля, 1963, Дербент, Дагестанская АССР, РСФСР, СССР) — российский политик. В 2015 году исполняющий обязанности главы муниципального образования городской округ «город Дербент». С 22 декабря 2020 года глава Дербентского района.

## Биография
В 1980 году окончил дербентскую среднюю школу № 1 далее служил в рядах Советской Армии. После окончания института начал трудовую деятельность, сначала работал в пивоваренной компании инженером-теплотехником, затем начальником паросилового хозяйства, после чего трудился главным энергетиком, затем главным инженером и после акционирования и создания совместного предприятия в составе британской компании Sun Brewing был назначен его техническим директором.
В 1999 году после объединения двух международных компаний Interbrew и Sun Brewing он был переведен техническим директором в Курск, вскоре Рагимов был назначен на должность генерального директора данной организации.
В 2002 году вернулся в Дербент, где работал в ОАО «Радиоэлемент» заместителем генерального директора по экономическим вопросам.
В 2006 году Мавсум учредил ООО «Шахристан», которой принадлежит один из самых дорогих и известных ресторанов в Дербенте.
Начиная с 2003 года, трижды подряд на пятилетний срок избирался депутатом дербентского городского собрания. 13 июля 2012 года Мавсума Рагимова избрали председателем собрания депутатов городского округа «город Дербент» IV созыва, а 17 сентября 2013 года — председателем собрания депутатов V созыва.
Является сторонником бывшего главы Дербента Имама Яралиева. 12 января 2015 года он подал в отставку с поста председателя городского собрания, которое впоследствии занял Имам Яралиев. Сам же Мавсум в тот же день был избран собранием депутатов городского округа исполняющим обязанности главы администрации Дербента. Однако 3 февраля того же года после проверки прокуратурой администрации Дербента был вызван на допрос в Махачкалу, через десять дней 13 февраля 2015 года он заявил о своей отставке с поста главы Дербента, оформив тридцатидневный отпуск. Во время отсутствия Мавсума фактическое исполнение обязанностей главы администрации городского округа «город Дербент» было возложено на Азади Рагимова, однако юридически Мавсум Рагимов находился в длительном отпуске.
24 апреля 2015 года собранием депутатов городского округа Дербент было объявлено о сформировании комиссии для последующего проведении конкурса на должность главы администрации города, отставка Рагимова тем самым была подтверждена официально.
22 мая 2015 года за пятнадцать минут до начала голосования на пост главы администрации Дербента Мавсум Рагимов снял свою кандидатуру.
Далее работал председатель городского собрания городского округа «город Дербент».
22 декабря 2020 года в ходе 35 сессии собрания депутатов Дербентского района Рагимов единогласно избран Главой администрации Дербентского района. За него проголосовали все 62  муниципальных депутата.

## Образование
Окончил Ивановский энергетический институт, получив специальность «инженер-промтеплоэнергетик». Далее он окончил воронежский Институт экономики и права в, получив специальность «юриспруденция». Также Рагимов Закончил программу подготовки управленческих кадров для организаций народного хозяйства Российской Федерации согласно указу Президента Российской Федерации. Стажировался и обучался в Великобритании.

## Личная жизнь
По национальности — азербайджанец. Женат, имеет трёх дочерей.

## Награды и звания
- Орден Почетный знак Петра Великого «За значительный личный вклад в развитие Экономики регионов России»;
- Медаль Петра Великого «За трудовую доблесть»;
- Международная награда «Факел Бирмингема» (США);
- «Заслуженный работник пищевой индустрии Российской Федерации»;
- Почетная Грамота Республики Дагестан (2013).